# Ran Yong
Dans ce nom chinois, le nom de famille, Ran, précède le nom personnel.
Ran Yong (en chinois : 冉雍 selon la romanisation Wade–Giles : Jan Yung), né en 522 av. J-C. et mort à une date inconnue, est un philosophe chinois. Il est désigné dans les Analectes sous son prénom de courtoisie, Zhonggong (chinois : 仲弓 Wade–Giles:Chung-kung), et fait partie des principaux disciples de Confucius (les Douze Philosophes). Il est à ce titre révéré dans les temples confucéens.

## Biographie
Ran Yong est né dans l'État de Lu. Il a vingt-neuf ans de moins que Confucius, et appartient au même clan que deux autres de ses disciples majeurs : Ran Geng et Ran Qiu.
Bien qu'il soit issu d'une famille modeste, son maître Confucius déclara que son statut social n'entachait en rien sa vertu. Il le tenait en haute estime en raison de ses qualités morales, et estimait qu'il avait l'étoffe d'un chef d'État. Après avoir achevé son enseignement, il devint officier au service du clan Jisun, qui domine alors la vie politique de l'État de Lu. Il était cependant considéré comme un piètre orateur.